# Симашко Франц Іванович
Симашко (Сімашко) Франц Іванович (нар. ? 1817 - ? 1892) - генерал-лейтенант, письменник; був директором військової гімназії (згодом - Полтавського кадетського корпусу) (1865 - 1885 рр.).

## Історична довідка
Просування по службі: офіцер (13 березня 1837 р.), генерал-майор згідно із «Маніфестом» 1762 р. (20 травня 1868 р.), генерал-лейтенант (30 серпня 1882 р.).
Симашко Франц Іванович написав ряд підручників по арифметиці, геометрії, алгебрі, тригонометрії та інше, з яких інші витримували по 8 й 9 видань. Першими працями його були переклади алгебри Мейра і Шоке (1845) і геометрії Сіррода (1847).
Його «Уроки практичної арифметики» (1859) вирізнялися оригінальністю й користувалися популярністю.
Як директор Полтавського кадетського корпусу, Ф.І. Симашко постійно дбав про якісне поповнення викладацького складу навчальних закладів.

## Нагороди
Подарунок до військового звання (1848), знак "XX років" (1858), зірка С1 (1872), знак "XL років" (1877), зірка С1 (1878), замість оренди по 1200 руб. на рік на 6 років з 30 серпня 1881 р. (1881), зірка В2 (1885).